# Turley Richards
Turley Richards (Charleston, 12 de junho de 1941) é um cantor e guitarrista estadunidense.

## Biografia
Aos quatro anos de idade, Richards cegou seu olho esquerdo em um acidente de tiro e arco, e perdeu a visão de seu olho direito alguns anos depois devido uma infecção decorrente de um tratamento médico inadequado. Começou sua carreira musical na adolescência, com um grupo chamado "The Five Pearls" nos anos 50. Sua primeira aparição em uma gravação foi com o single intitulado "All About Ann", realizado em Cincinnati, Ohio gravado pela Fraternity Records.
Mudou-se para Los Angeles com um conjunto no começo dos anos 1960, mas sua banda fracassou e ele logo retornou a Virgínia Ocidental. Finalizando os 60, mudou-se para o Estado de Nova York e eventualmente obteve sucesso ali, lançando seu álbum de estréia pela Warner Bros. Records em 1970, acompanhado de dois singles de menor sucesso nos EUA no início dos anos 70. Em 1973, Richards participou da gravação do memorável disco de rock cristão intitulado Because I Am juntamente com Greg X. Volz (Petra) e componentes da lendária E Band, uma das pioneiras do rock cristão no apogeu do Jesus Movement. Posteriormente, Richards lançou diversos trabalhos seus no decorrer da década de 70.
Em 1985, Turley Richards perdeu a voz, mas recuperou-a graças a uma exitosa terapia. Apesar de sua deficiência visual, ele mesmo produziu alguns de seus discos, como Therfu e Back to My Roots ("Voltando às minhas Raízes").

## Discografia

### Compactos
- (1959) - All About Ann / Making' Love with My Baby (Fraternity Records)
- (1959) - I Wanna Dance / Since I Met You (Fraternity Records)
- (1964) - Since You Been Gone / What’s Your Name (MGM Records)
- (1966) - Crazy Arms / I Just Can't Take It Any Longer (Columbia)
- (1966) - I Feel Alright /I Can't Get Back Home To My Baby (Columbia)
- (1970) - My World Is Empty Without You / It's All Over Now Baby Blue  (Warner Bros)
- (1978) - Under The Boardwalk (Epic)
- (1984) - Skin Fever (Vitag Records)

### Álbuns
- (1965) - The Many Souls Of Turley Richards (20th Century Fox)
- (1970) - Turley Richards (Warner Bros. Records)
- (1971) - Expressions (Warner Bros. Records)
- (1972) - From Darkness To Light (Silba) - Solo Concert, Rare Release
- (1976) - West Virginia Superstar (Epic)
- (1979) - Therfu (Atlantic)
- (2007) - A Matter of Faith (Kiongazi Music)
- (2007) - Back to My Roots (Kiongazi Music)
- (2008) - Blindsighted (Kiongazi Music)

### Participações em outros projetos
- (1973) - Because I Am (Clearlight Productions) - Intérprete solo na música "Because I Am"
- (1982) - Prodigal (Heartland Records) - como Back Vocal

## Singles
- "I Heard the Voice of Jesus" (1970) US #99[6]
- "Love Minus Zero - No Limit" (1970) US #84
- "Child of Mine" (1970) WB 7443
- "You Might Need Somebody" (1980) US #54